# Dean Potter
Dean Potter (Fort Leavenworth, 14 aprile 1972 – Parco nazionale di Yosemite, 16 maggio 2015) è stato un alpinista statunitense, attivo nell'arrampicata, nel base jumping, nello slackline e nel free solo.

## Biografia
Cresciuto nel New Hampshire, era noto anche come Daredevil (lett.scavezzacollo), dal nome del personaggio della Marvel. Nel corso della sua vita ha effettuato notevoli imprese di arrampicate estreme e ha collezionato numerosi record. Tra queste imprese, nel 1990 ha scalato El Capitan e Half Dome in meno di 24 ore. Oltre che in California, ha realizzato grandi imprese anche in Patagonia, effettuando la prima solitaria della via Supercanaleta sul monte Fitz Roy. Ad accompagnarlo in diverse arrampicate è stata la sua fedele cagnetta Whisper.
Alcune sue imprese hanno però suscitato controversie anche nel mondo degli scalatori estremi: nel 2006, infatti, nel Parco nazionale degli Arches dello Utah, ha scalato il Delicate Arch, violando così la tacita convenzione (dopo di allora diventata legge) secondo cui le formazioni geologiche con un nome "ufficiale" non devono essere scalate, ma si è difeso affermando di non aver infranto alcun divieto giuridico o etico e al riguardo, citando il controesempio del Totem Pole della Monument Valley, considerato sacro dai Nativi americani locali e che lui non avrebbe mai osato scalare.
Riguardo alla sua attività nel campo del Base jumping, nel 2008 era salito sulla via Deep Blue Sea dell'Eiger (Svizzera) senza corda, ma con un piccolo paracadute da usare in caso di caduta. Nel maggio 2015 è stato rinvenuto morto nel parco nazionale di Yosemite, in California, insieme al suo amico e collega Graham Hunt. I due atleti si erano lanciati con la tuta alare dal promontorio Taft Point, ma, a causa del forte vento, non erano riusciti a evitare l'impatto con le rocce. Nessuno dei due aveva aperto il paracadute.